# Michalina Łaska
Michalina Łaska (ur. prawd. 1868, zm. 29 września 1939 w Warszawie) – polska aktorka teatralna i filmowa, śpiewaczka w zespole farsy i operetki WTR.

## Życiorys
Urodziła się jako córka Anny i Andrzeja Blechowskich. Edukowała się na pensji w Warszawie a zadebiutowała w 1885 pod panieńskim nazwiskiem w teatrze ogródkowym Nowy Świat. W późniejszych latach grała, tańczyła i śpiewała w zespołach objazdowych, należała do zespołu farsy i operetki WTR. Wyszła za mąż za aktora Aleksandra Łaskę i już w 1890 występowała w jego zespole pod nowym nazwiskiem.
W 1908 poinformowano, że opuściła Teatr Nowości i przeniosła się do Paryża.
Cieszyła się wielką popularnością, swoje sukcesy zawdzięczała wielkiemu temperamentowi, talentowi parodystycznemu i specyficznemu humorowi. W 1909 roku powtórnie wyszła za mąż za ziemianina Wacława Rembielińskiego i opuściła teatr. Wróciła jednak już w 1911 roku, potem po 1916 rokiem znowu opuściła teatr i wróciła w sezonie 1924/25, po powrocie znowu odnosiła sukcesy dzięki swym zdolnościom charakterystycznym. 16 listopada 1934 obchodziła w Teatrze Letnim jubileusz pięćdziesięciolecia pracy scen. Pod koniec życia zagrała epizody w kilku filmach.
Zmarła w Warszawie 26 września 1939.

## Filmografia
- 1933: Każdemu wolno kochać
- 1937: Ułan księcia Józefa – dama na balu
- 1937: Książątko – sąsiadka Władzi Majewskiej
- 1938: Wrzos – Józefiakowa
- 1938: Kobiety nad przepaścią – kobieta na wiejskim dworcu